# Ammocrypta meridiana
Ammocrypta meridiana és una espècie de peix de la família dels pèrcids i de l'ordre dels perciformes, present a Alabama i Mississipi (Amèrica del Nord).
Els mascles poden assolir els 7 cm de longitud total.